# Lucy-le-Bois
Lucy-le-Bois ist eine französische Gemeinde mit 322 Einwohnern (Stand: 1. Januar 2022) im Département Yonne in der Region Bourgogne-Franche-Comté. Sie gehört zum Arrondissement Avallon und zum Kanton Avallon. Die Bewohner werden Sylviluciens und Sylviluciennes genannt.

## Geographie
Lucy-le-Bois liegt etwa 36 Kilometer südöstlich von Auxerre und etwa acht Kilometer nördlich von Avallon. Das Gemeindegebiet wird vom Fluss Vau de Bouche durchquert, einem Nebenfluss der Cure, der in diesem Abschnitt auch Ruisseau du Moulin genannt wird. 
Umgeben wird Lucy-le-Bois von den Nachbargemeinden Joux-la-Ville im Norden, Thory im Osten, Étaule im Süden und Südosten, Annay-la-Côte im Westen und Südwesten sowie Précy-le-Sec im Nordwesten.

## Bevölkerungsentwicklung
| Jahr                      | 1962 | 1968 | 1975 | 1982 | 1990 | 1999 | 2006 | 2013 | 2020 |
| Einwohner                 | 278  | 294  | 238  | 267  | 378  | 365  | 328  | 293  | 300  |
| Quelle: Cassini und INSEE |      |      |      |      |      |      |      |      |      |

## Sehenswürdigkeiten
- Kirche Saint-Martin, um 1500 erbaut
- Schloss

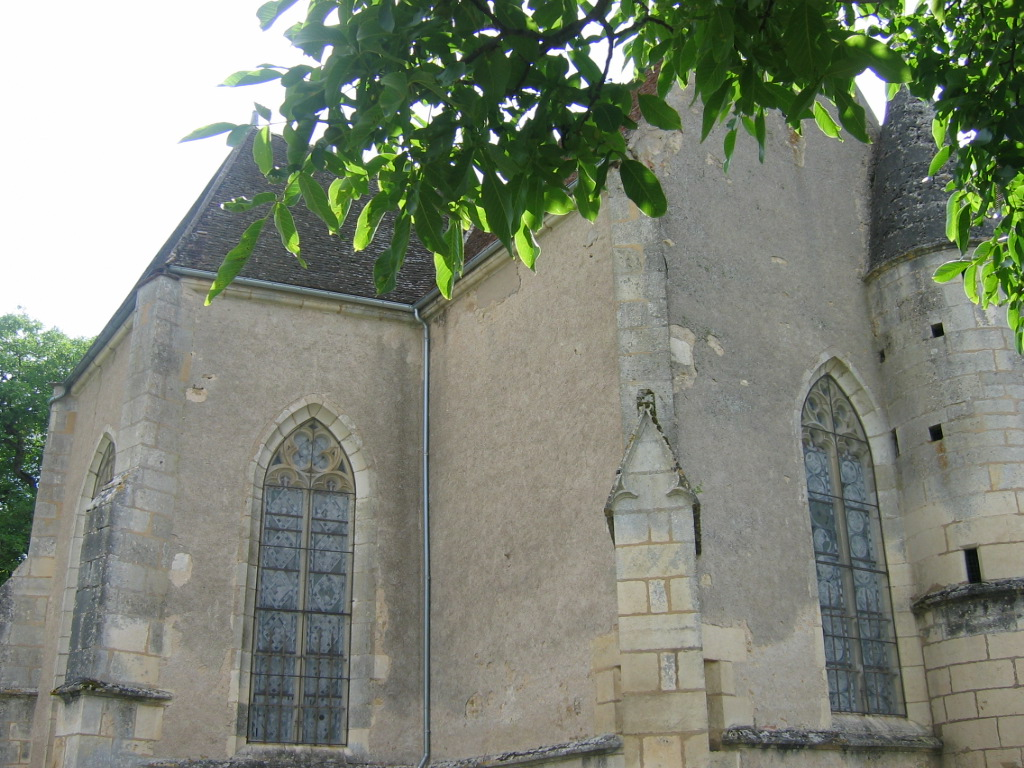
Kirche Saint-Martin
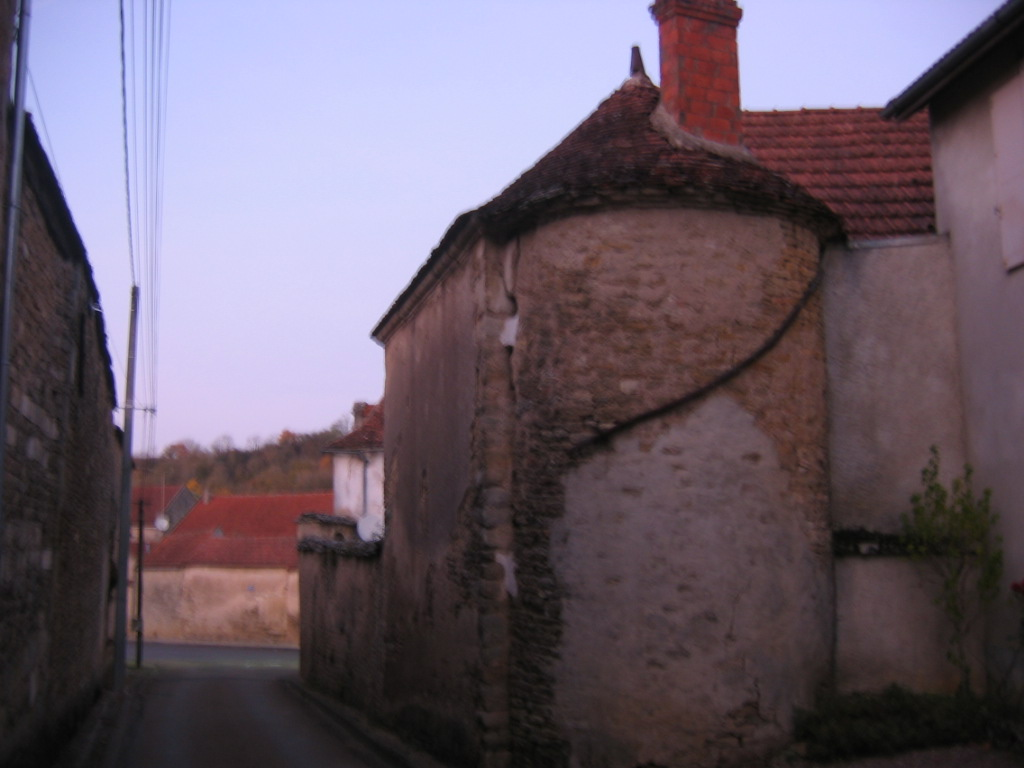
Turm des ehemaligen Schlosses

## Persönlichkeiten
- Alfred de Chastelloux (1789–1856), französischer Politiker, Unterpräfekt des Arrondissements Hamburg (1812–1813), verstorben in Lucy-le-Bois